# World Trade Center (Helsinki)

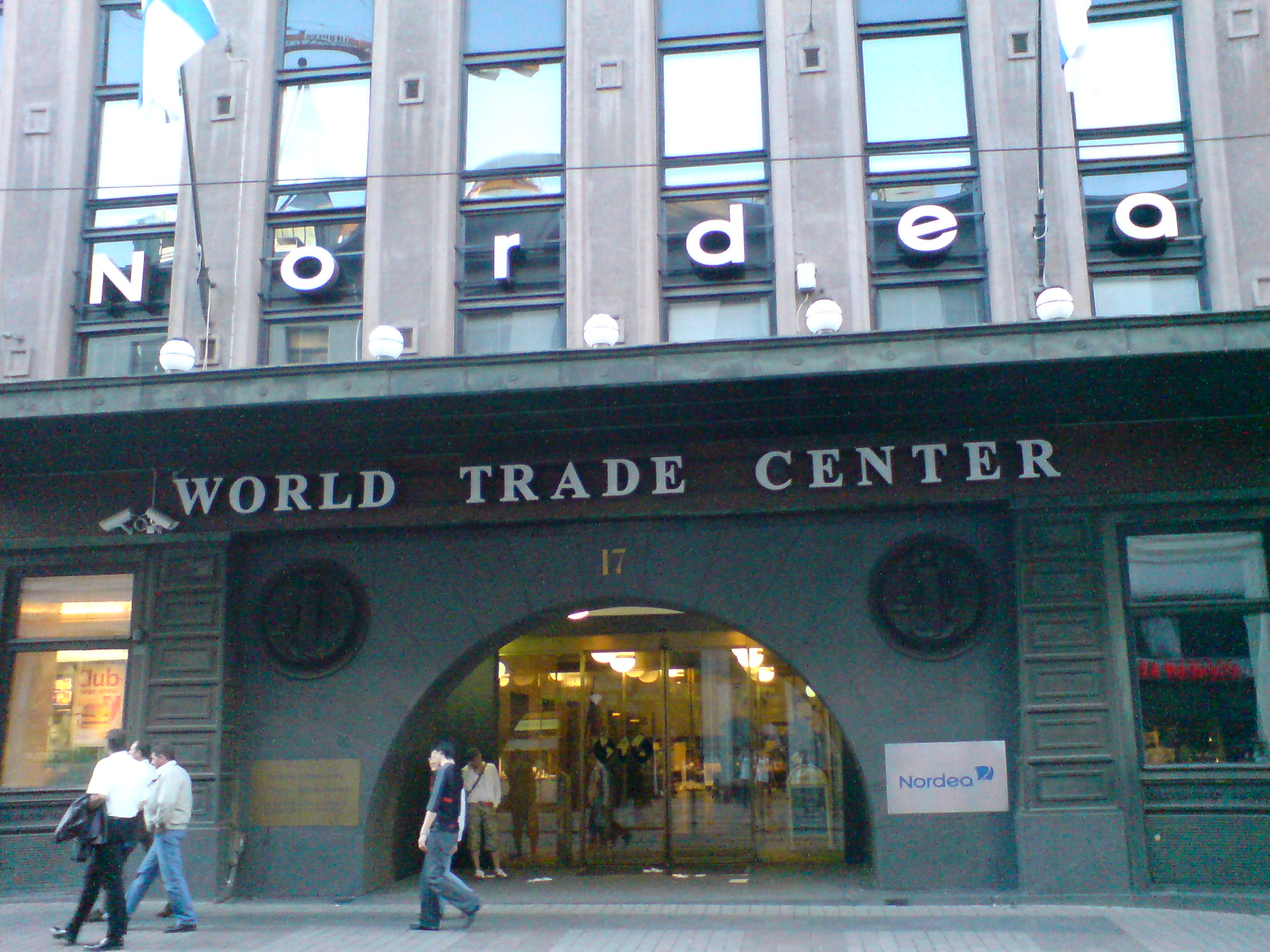
World Trade Center Helsinki

Das World Trade Center in Helsinki ist ein sog. World Trade Center für Unternehmen der Finanzbranche und Büros. Es befindet sich in der Aleksanterinkatu. Von den insgesamt 25.000 m² Fläche sind 17.000 m² Bürofläche.
Das Gebäude beherbergt mehr als 130 verschiedene Firmen und Organisationen, die am internationalen Handel teilhaben.
Das WTC Helsinki war ursprünglich eine Bank aus dem Jahr 1929. Die Büros wurden renoviert und seit dem 15. Juni 1995 darf es sich World Trade Center nennen.